# Laxenecera engeli
Laxenecera engeli är en tvåvingeart som beskrevs av H. Oldroyd 1974. Laxenecera engeli ingår i släktet Laxenecera och familjen rovflugor. Inga underarter finns listade i Catalogue of Life.